# Howard Unruh
Howard Barton Unruh (* 21. Januar 1921 in Camden, New Jersey; † 19. Oktober 2009 in Trenton, New Jersey) war ein Kriegsveteran, der am 6. September 1949 wahllos 13 Menschen erschoss. Er gilt als erster Massenmörder der US-amerikanischen Geschichte.

## Vorgeschichte
Während des Zweiten Weltkrieges galt Unruh als tapferer Panzersoldat. Er machte sich genaue Aufzeichnungen über jeden getöteten Soldaten, bis hin zu Details über die Leiche. 1945 wurde Howard Unruh ehrenhaft entlassen und kehrte mit einer Sammlung von Medaillen und Waffen heim. Der Veteran war arbeitslos und lebte bei seiner Mutter in Camden. Er dekorierte sein Schlafzimmer mit militärischen Gegenständen und errichtete einen Schießstand im Keller. Seine Mutter arbeitete tagsüber in einer Fabrik, während Unruh seine Zeit im Haus verbrachte und täglich in die Kirche ging. Immer schon eher zurückgezogen, begann der 28-Jährige etwa drei Monate vor seiner Tat, zu einem Einzelgänger zu werden.
Etwa zu dieser Zeit bekam Unruh Ärger mit seinen Nachbarn. Sie betrachteten ihn als „Muttersöhnchen“, und er wurde zur Zielscheibe ihres Spotts. Er begann Tagebuch über alles zu führen, was über ihn gesagt wurde. Als Howard Unruh am 6. September 1949 um drei Uhr morgens aus dem Kino heimkam, entdeckte er, dass das Tor, das er gerade vor dem Haus errichtet hatte, gestohlen worden war.

## Tat
Am 6. September 1949, nachdem er bis 8 Uhr geschlafen hatte, zog er seinen besten Anzug an und frühstückte mit seiner Mutter. Um 9:20 Uhr verließ er das Haus bewaffnet mit einer deutschen Pistole 08 und hielt auf der River Road in Camden Ausschau nach seinem ersten Opfer.
In nur zwölf Minuten schoss er auf 26 Menschen, von denen er 13 tötete und viele schwer verletzte. Als er Sirenen hörte, ging er ins Haus und traf dort eine Abmachung mit den Polizisten. Er war bereit, sich zu ergeben, und wurde vernommen. Erst am Ende des Verhörs bemerkten die Beamten, dass er verletzt worden war.
Ihm wurde „bewusstes Töten in böser Absicht“ in 13 Fällen und drei Mal schwere Körperverletzung vorgeworfen. Da bei ihm paranoide Schizophrenie diagnostiziert worden war, blieb ihm das Gefängnis erspart und er wurde als „geistig abnormer Rechtsbrecher“ in das Trenton State Hospital eingewiesen, wo er bis zu seinem Tod lebte.
Unruhs Amoklauf war einer der schlimmsten in einer Reihe von Morden und Selbstmorden von Kriegsveteranen, was die US-Regierung dazu bewog, mehr für die Behandlung dieser Menschen zu unternehmen.